# Herb gminy Sainte-Mère-Église

Herb gminy Sainte-Mère-Église

Herb gminy Sainte-Mère-Église przedstawia w tarczy herbowej na błękitnym tle srebrną sylwetkę kościoła o złotych dachach, na fasadzie kościoła majuskuły "A" i "M" czarne, po bokach wieży kościoła dwie srebrne gwiazdy pięcioramienne na srebrnych spadochronach. W podstawie herbu w polu barwy czerwonej lew złoty.

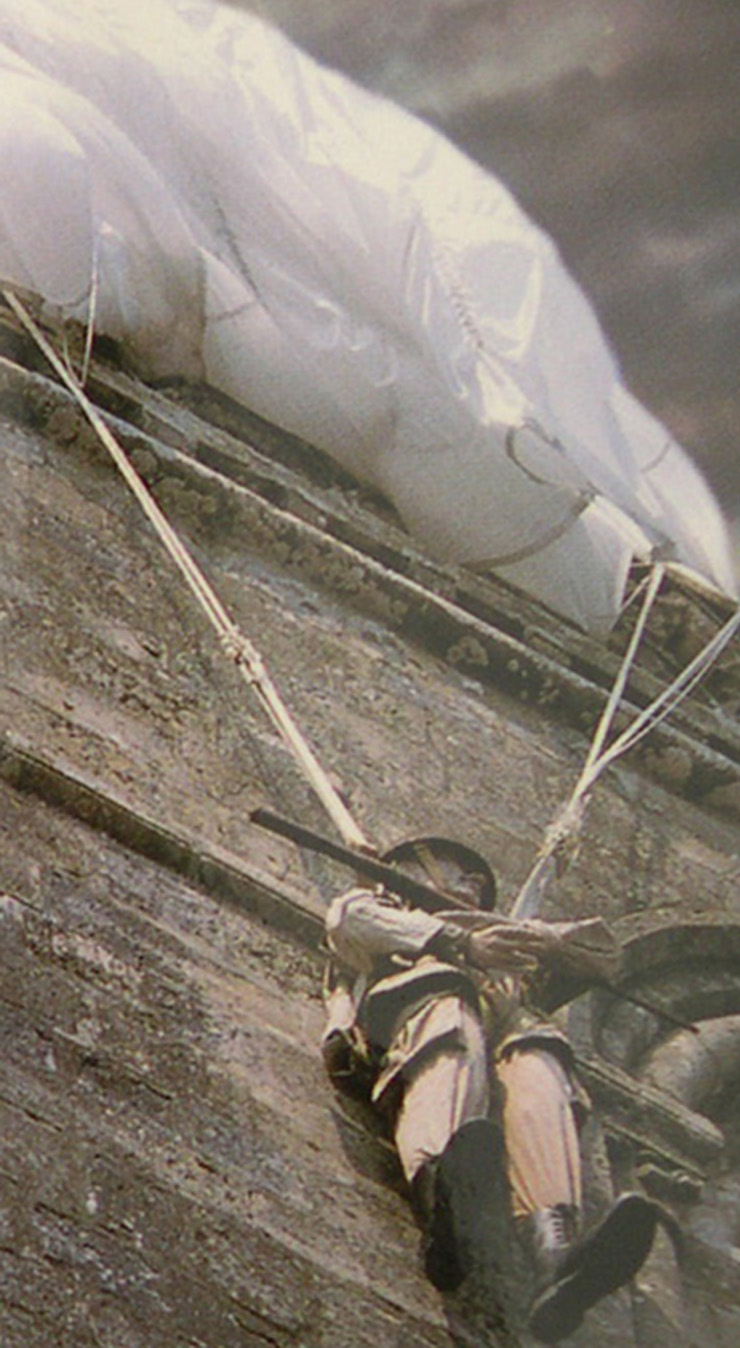
Płaskorzeźba przedstawiająca spadochroniarza wiszącego na wieży kościoła

Złoty lew pochodzi z herbu Normandii. Kościół w herbie przedstawia faktycznie istniejącą w miejscowości świątynię. Gwiazdy na spadochronach symbolizują amerykańskich żołnierzy 101 Dywizji Powietrznodesantowej, którzy 5 czerwca 1944 podczas operacji normandzkiej lądowali w pobliżu lub nawet na terenie kościoła. Jeden z nich zawisł na spadochronie na kościelnej wieży, co upamiętnia obecnie płaskorzeźba na tejże.